# Watanuki Pond
Der Watanuki Pond ist ein Tümpel im ostantarktischen Viktorialand. Im Wright Valley liegt er 2,7 km südsüdwestlich des Apollo Peak, 350 m ostnordöstlich des Kurasawa Pond und 1,3 km östlich des Endes des Oberen Wright-Gletschers im nordwestlichen Teil der Ebene Labyrinth.
Das Advisory Committee on Antarctic Names benannte ihn 2004 nach Kunihiki Watanuki von der Universität Tokio, der von 1973 bis 1974 am Bohrprojekt in den Antarktischen Trockentäler und von 1985 bis 1986 an Untersuchungen der Tümpel im Labyrinth beteiligt war.